# Gabrielle Achenbach
Gabrielle Achenbach (Nucourt, 1871 – Fontainebleau, 1956) è stata una pittrice francese.

## Biografia
Fu allieva di Gustave Courtois, Henri Royer e Pascal Dagnan-Bouveret; attiva a Parigi, nei primi decenni del novecento espose con una certa regolarità al Salon des Indépendants, alle mostre della Société nationale des beaux-arts (1901, 1910-1912) e al Salon des artistes français (1922-1936). Fu pittrice di figure e nature morte, soprattutto floreali